# Temporada da NFL de 1956
A Temporada de 1956 da NFL foi a 36ª temporada regular da National Football League. Neste ano, após quatro temporadas com transmissão da DuMont Television Network no Championship Game da NFL, a NBC iniciou sua transmissões da final, após ter adquirido na temporada anterior, por US$100.000 os direitos para assumir a transmissão da final.
A temporada chegou ao fim na disputa entre New York Giants e Chicago Bears no championship game da NFL, no dia 30 de Dezembro de 1956 no Yankee Stadium no Bronx, Nova Iorque para 56,836 pessoas, na vitória do New York Giants por 47 a 7.

## Draft
O Draft para aquela temporada foi realizado no dia 28 de Novembro de 1955 e entre 17 e 18 de Janeiro de 1956. As rodadas 1 e 3 ocorreram no Bellevue-Stratford Hotel na Filadélfia, Pensilvânia; e as 4 a 30 no Ambassador Hotel em Los Angeles, Califórnia. E, com a primeira escolha, o Pittsburgh Steelers selecionou o quarterback, Gary Glick da Universidade Estadual do Colorado.

## Classificação Final
Assim ficou a classificação final da National Football League em 1956.
P = Nº de Partidas, V = Vitórias, D = Derrotas, E = Empates, PCT = Porcentagem de vitória, DIV = Recorde de partidas da própria divisão, PF = Pontos a favor, PA = Pontos contra
| NFL Eastern Conference |   |   |   |      |     |     |     |
| Time                   | V | D | E | PCT  | DIV | PF  | PC  |
| New York Giants        | 8 | 3 | 1 | .727 | 7–3 | 264 | 197 |
| Chicago Cardinals      | 7 | 5 | 0 | .583 | 7–3 | 240 | 182 |
| Washington Redskins    | 6 | 6 | 0 | .500 | 5–5 | 183 | 225 |
| Cleveland Browns       | 5 | 7 | 0 | .417 | 4–6 | 167 | 177 |
| Pittsburgh Steelers    | 5 | 7 | 0 | .417 | 4–6 | 217 | 250 |
| Philadelphia Eagles    | 3 | 8 | 1 | .273 | 3–7 | 143 | 215 |

| NFL Western Conference |   |   |   |      |     |     |     |
| Time                   | V | D | E | PCT  | DIV | PF  | PC  |
| Chicago Bears          | 9 | 2 | 1 | .818 | 8–2 | 363 | 246 |
| Detroit Lions          | 9 | 3 | 0 | .750 | 8–2 | 300 | 188 |
| San Francisco 49ers    | 5 | 6 | 1 | .455 | 5–5 | 233 | 284 |
| Baltimore Colts        | 5 | 7 | 0 | .417 | 3–7 | 270 | 322 |
| Los Angeles Rams       | 4 | 8 | 0 | .333 | 3–7 | 291 | 307 |
| Green Bay Packers      | 4 | 8 | 0 | .333 | 3–7 | 264 | 342 |

## Championship Game
O NFL Championship Game foi disputado entre New York Giants e Chicago Bears no dia 30 de Dezembro de 1956 no Yankee Stadium no Bronx, Nova Iorque para 56,836 pessoas, e terminou com a vitória do New York Giants por 47 a 7.

## Líderes em estatísticas da Liga
| Estatística                                 | Nome          | Equipe            | Total |
| ------------------------------------------- | ------------- | ----------------- | ----- |
| Passando                                    |               |                   |       |
| Jardas de Passe                             | Tobin Rote    | Green Bay Packers | 2270  |
| Passes para TD                              | Tobin Rote    | Green Bay Packers | 18    |
| % de Passes Completos                       | Ed Brown      | Chicago Bears     | .571  |
| Correndo                                    |               |                   |       |
| Jardas Corridas                             | Rick Casares  | Chicago Bears     | 1126  |
| Corridas para TD                            | Rick Casares  | Chicago Bears     | 12    |
| Recebendo                                   |               |                   |       |
| Jardas Recebidas                            | Billy Howton  | Green Bay Packers | 1188  |
| Nº de Recepções                             | Billy Howton  | Green Bay Packers | 60    |
| Recepções para TD                           | Billy Howton  | Green Bay Packers | 12    |
| Defesa                                      |               |                   |       |
| Interceptações                              | Lindon Crow   | Chicago Cardinals | 11    |
| Times Especiais                             |               |                   |       |
| Média de Punt                               | Horace Gillom | Cleveland Browns  | 44.6  |
| Números coletados do Pro Football Reference |               |                   |       |

## Prêmios
| Prêmio                               | Jogador       | Posição | Franquia        | Ref    |
| ------------------------------------ | ------------- | ------- | --------------- | ------ |
| UPI NFL Most Valuable Player         | Frank Gifford | RB/WR   | New York Giants | [ 10 ] |
| Sporting News NFL Player of the Year | Frank Gifford | RB/WR   | New York Giants | [ 11 ] |
| NEA NFL Most Valuable Player         | Frank Gifford | RB/WR   | New York Giants | [ 12 ] |

## Treinadores

### Troca de Treinadores
- Chicago Bears: George Halas deixou o cargo de técnico e foi substituído por Paddy Driscoll.[13]
- Philadelphia Eagles: Jim Trimble foi substituído por Hugh Devore.[14]
- San Francisco 49ers: Red Strader foi substituído por Frankie Albert.[15]

## Biografia
- NFL Record and Fact Book (ISBN 1-932994-36-X)
- NFL History 1931–1940 (Last accessed December 4, 2005)
- Total Football: The Official Encyclopedia of the National Football League (ISBN 0-06-270174-6)